# Aéroport d'Alma
L'aéroport d'Alma, (code IATA : YTF • code OACI : CYTF) est situé à 2,2 milles marins (4,0744 km) au sud de la ville d'Alma, au Québec (Canada),.
On y retrouve les compagnies : CED/UAS CE (Centre d'excellence sur les drones), depuis mai 2011), Panorama Helicopters, Panorama Aviation, Aviatech Products et Horizon Parachute.